# Brighter Day (singel Namie Amuro)
BRIGHTER DAY – czterdziesty singel Namie Amuro. Został wydany 12 listopada 2014 roku, w wersji CD i CD+DVD.

## Lista utworów
CD
| 1. | BRIGHTER DAY                    | 3:51  |
|    |                                 |       |
| 2. | SWEET KISSES                    | 2:46  |
|    |                                 |       |
| 3. | Still Lovin' You                | 4:09  |
|    |                                 |       |
| 4. | BRIGHTER DAY (lnstrumental)     | 3:51  |
|    |                                 |       |
| 5. | SWEET KISSES (lnstrumental)     | 2:46  |
|    |                                 |       |
| 6. | Still Lovin' You (lnstrumental) | 4:07  |
|    |                                 |       |
|    |                                 | 21:30 |
|    |                                 |       |
DVD
| 1. | BRIGHTER DAY (Teledysk) |  |
|    |                         |  |
| 2. | SWEET KISSES (Teledysk) |  |
|    |                         |  |

## Oricon
| Diagram                                                    | Pozycja |
| ---------------------------------------------------------- | ------- |
| Tygodniowy diagram Oricon (w pierwszym tygodniu sprzedaży) | #8      |
| Roczny diagram Oricon                                      | #137    |

### Pozycje wykresu Oricon
Singiel "BRIGHTER DAY" zajął 8. miejsce w cotygodniowym wykresie Oriconu. Oraz 137. miejsce w 2014 roku ze sprzedażą 46 522 sztuk. Ogólna sprzedaż wyniosła 53 471 egzemplarzy.

## Ciekawostki
Piosenka "BRIGHTER DAY" została użyta w Serialu First Class 2. "SWEET KISSES" znalazła się w reklamie szamponu marki OLEO D’OR. "Still Lovin' You" znalazły się w reklamie ESPRIQUE.